# Carinhall
Carinhall fu la residenza di campagna del gerarca nazista Hermann Göring, costruita nel 1933 su una grande tenuta di caccia a nord-est di Berlino, nella foresta di Schorfheide, tra i laghi Großdöllner See e Wuckersee (Brandeburgo settentrionale). Il complesso è stato fatto saltare in aria dallo stesso Göring all'arrivo degli Alleati (1945) ed è oggi in rovina.

## Storia

### Costruzione
Hermann Göring ordinò la realizzazione di una sontuosa residenza di campagna, intitolata alla sua defunta moglie svedese, Carin (1888-1931), nel 1933, poco dopo essere stato nominato primo ministro dello Stato Libero di Prussia. Il sito di costruzione fu infatti la riserva di caccia d'oltre 100.000 acri che Göring si ritagliò nella foresta prussiana dello Schorfheide, tra i laghi Großdöllner See e Wuckersee (Brandeburgo settentrionale). Nell'autunno del '33 una casa di legno in stile svedese venne collocata sul sito di Carinhall.
Le spoglie di Carin Göring, sepolte in Svezia nel 1931, vennero traslate a Carinhall il 19 giugno 1934 e collocate nell'apposito mausoleo voluto da Göring per la defunta, nel corso di un funerale postumo cui prese parte anche Adolf Hitler. L'anno dopo, il 10 aprile 1935, Carinhall ospitò il banchetto nuziale di Göring con la seconda moglie, Emmy Sonnemann. Da lì in poi, Carinhall servì a Göring quale palcoscenico per accogliere importanti delegati stranieri: Benito Mussolini (28 settembre 1937), Edward Wood, I conte di Halifax (20 novembre 1937), Matsuoka Yōsuke (29 marzo 1941), ecc.
Nel corso della seconda guerra mondiale, Carinhall divenne la destinazione di molti tesori d'arte saccheggiati da Göring in tutta Europa e confluiti nella sua collezione personale  che proprio presso la residenza di campagna venivano esposti: un gran numero di quadri del Rinascimento italiano (come la Leda inginocchiata con i figli di Giampietrino, trasferita nel 1943 al Salzbergwerk Altausee in Stiria); moltissime opere tedesche e fiamminghe del XVI secolo (come Il giudizio di Paride di Lucas Cranach il Vecchio, oggi al Kunstmuseum Basel); grandi statue classiche prelevate in Francia (come due statue di leoni in granito rosa prelevate dal Hôtel des Invalides di Parigi); ma anche esemplari della cosiddetta "Arte degenerata" criticata dal regime (come dei Renoir).

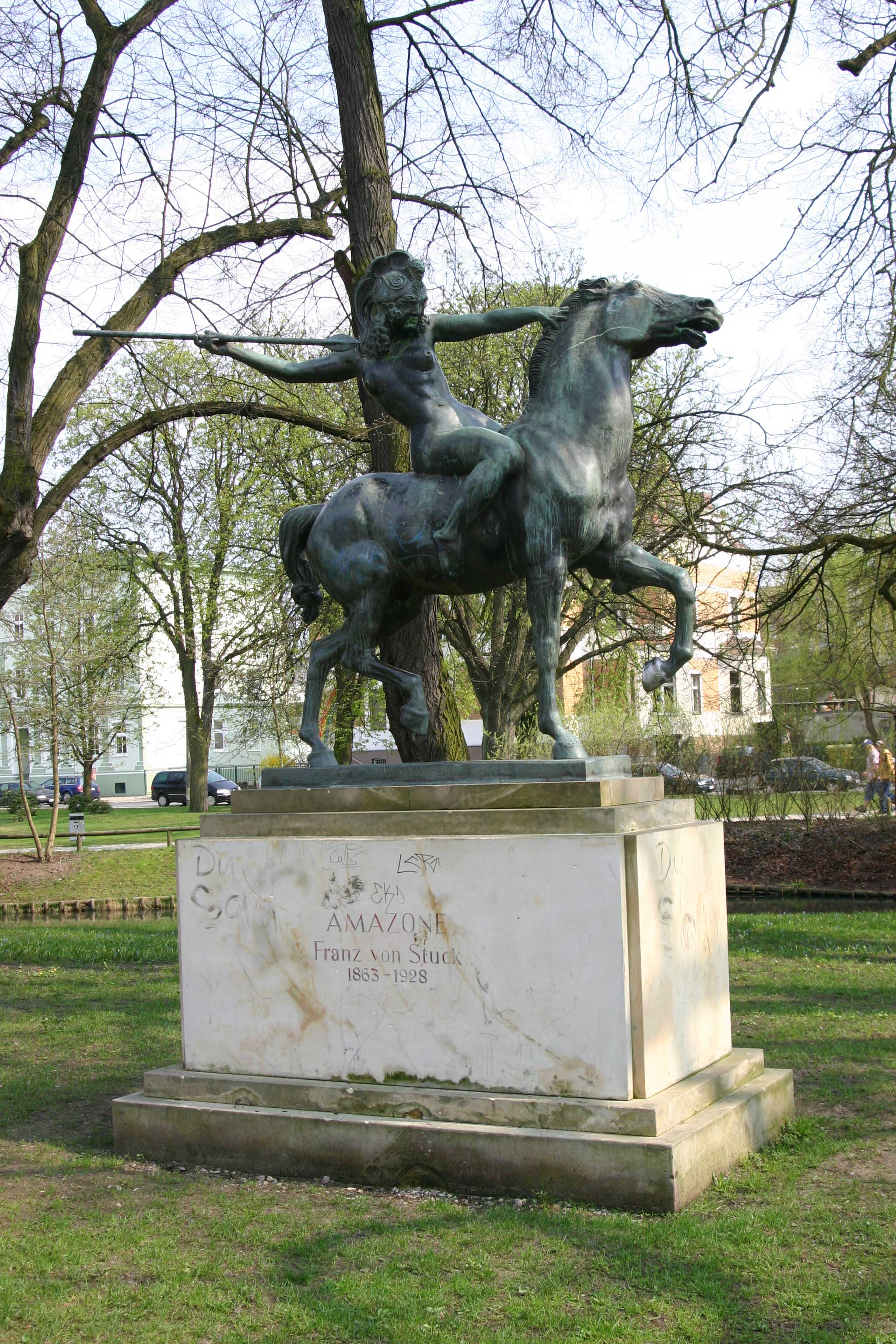
Kämpfende Amazone - Franz von Stuck (1897), già a Carinhall, ora a Eberswalde

Con il procedere del conflitto, Göring, pur mantenendo il ruolo e il titolo di "numero due" del regime nazista, perse progressivamente potere e credibilità di fronte a Hitler, a causa soprattutto del suo comportamento morale discutibile e delle sconfitte della Luftwaffe, non in grado di impedire la distruzione delle città tedesche, né di ostacolare la crescente superiorità aerea del nemico. Si ritirò allora a Carinhall, abbandonandosi ad eccessi di vario genere che ne destabilizzarono la salute sia fisica che mentale.

### Demolizione
Per evitare che Carinhall cadesse nelle mani dell'avanzante Armata Rossa, il complesso fu fatto saltare in aria il 28 aprile 1945 per ordine di Göring da una squadra di demolizione della Luftwaffe, mentre le opere d'arte vennero traslate al Berchtesgaden.

### Lascito
Dall'edificio rimangono oggi solo le monumentali porte d'ingresso, alcune strutture di fondazione e delle pietre decorative. Una statua in bronzo di Franz von Stuck, Kämpfende Amazone (1897), già al Carinhall, è oggi esposta a Eberswalde. Un'altra statua, Kronenhirsch di Johannes Darsow, si trova al Tierpark di Berlino.
Nel 1999, nuovo interesse per Carinhall è stato suscitato dal libro Görings Reich: Selbstinszenierungen nel Carinhall  che ha portato i cacciatori di tesori a visitare le rovine ed ha suscitato timori che il sito diventasse un "santuario" neonazista. Il governo statale del Brandeburgo ha pertanto ordinato la demolizione del mausoleo di Carin Göring. 

## Descrizione
Il concetto alla base dei lavori era quello di trasformare un casino di caccia moderno in una magione che potesse rivaleggiare con i casini di caccia della grande nobiltà europea del Rinascimento e della Prima Età moderna. Il capo-progettista fu l'architetto Werner March, già designer dello stadio olimpico di Berlino. I lavori vennero poi affidati a Friedrich Hetzelt.
Come già valso per le residenze private di altri gerarchi nazisti, anche Carinhall non venne impostata su di un registro stilistico classico-monumentale come quello che Hitler imponeva agli edifici di destinazione pubblica del Reich (come lo stadio olimpico di Speer, cui March aveva lavorato) bensì su modelli vicini all'Arte Decò ed al Revival di gusto neo-medievale.
La planimetria del complesso palaziale presenta un imponente viale di accesso teso attraverso il parco della proprietà, preceduto da un ingresso monumentale ed inframezzato da un'esedra, ed una struttura articolata su più ampi vani, in una pianta grossomodo quadrangolare alleggerita posteriormente da due dépendance, che accoglie il viale tramite due speculari corpi di fabbrica.
(Adolf Hitler)
Carinhall ospitava persino due enormi plastici ferroviari.
In prossimità del complesso si trovavano anche una stazione radio ed un'installazione di assi e reti che doveva fungere da "falso bersaglio" in caso di ricognizione aerea da parte degli Alleati.

## Emmyhall
Il Reichsjägerhof, altro sontuoso casino di caccia di Göring, seppur meno grande di Carinhall, nella brughiera di Rominten (Prussia Orientale, ora Krasnolesye), venne ribattezzato "Emmyhall" in onore della seconda moglie.